# Pasterniok

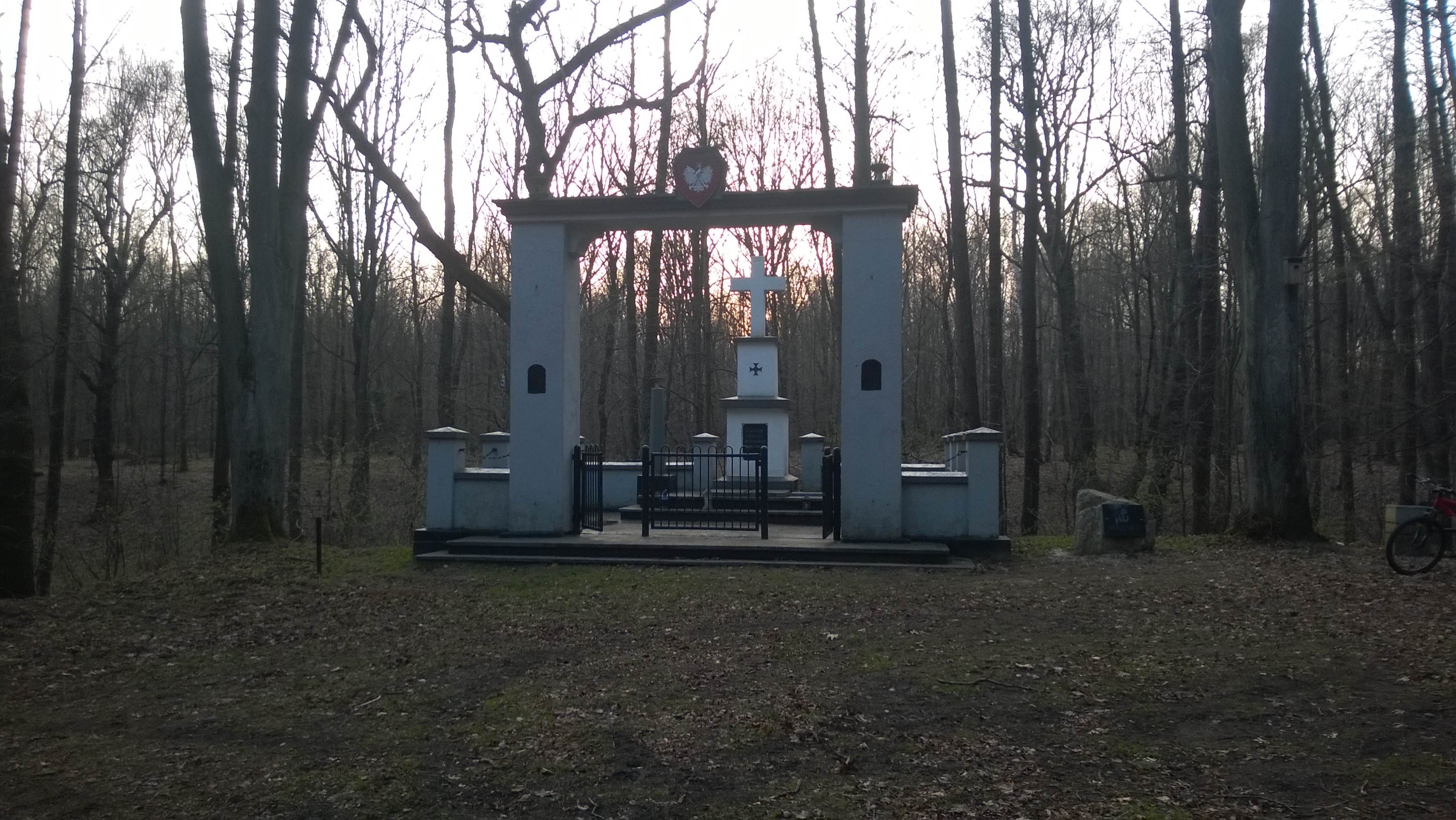
Mogiła poległych na Pasternioku

Pasterniok – las w Orzeszu pomiędzy dzielnicami: Jaśkowice, Centrum i Zawada. Na początku II wojny światowej Niemcy rozstrzelali tam tych mieszkańców Orzesza, których uznali za niebezpiecznych. W lesie znajduje się zbiorowy grób zamordowanych. Dla uczczenia zabitych podczas egzekucji, Zespół Szkół w Orzeszu nazwano imieniem "Poległych na Pasternioku".